# Ульберг, Карлос
Ка́рлос Са́о Му́рри У́льберг (англ. Carlos Sao Murry Ulberg; род. 17 ноября 1990 год, Окленд, Новая Зеландия) — новозеландский боец смешанных единоборств и бывший кикбоксер, в настоящее время выступающий под эгидой UFC в полутяжелой весовой категории. Начиная с 25 марта 2025 года, занимает третью строчку официального рейтинга UFC в полутяжелом весе.

## Биография
Ульберг родился в Новой Зеландии в семье со смешанными корнями самоанцев, маори и немцев. Его отец был боксёром, представлявшим Самоа на Играх Содружества. С четырехлетнего возраста он воспитывался в приемной семье, которая жила в Южном Окленде. Как и многие новозеландцы, в детстве Карлос начал играть в регби, в котором позже стал выступать на полупрофессиональном уровне. Он был участником реалити-шоу «Игра братьев» в 2018 году, и ему дважды предлагали сняться в новозеландской версии «Холостяка». До подписания в UFC Ульберг подрабатывал моделью в свободное время.

## Ранняя карьера бойца
Ульберг дебютировал на профессиональном уровне в ММА в 2011 году в местной организации King of the Door, когда встретился с Каотой Пуной и нокаутировал его во втором раунде. Однако победа в первом поединке не настроила его на продолжение карьеры бойца и последовал простой длиной в 4 года. Затем в 2015 он провёл один бой по боксу и ещё один бой в смешанных единоборствах. И лишь в 2016 году принял окончательное решение строить карьеру бойца. В качестве наставника был выбран Юджин Бэйрман, а тренироваться Ульберг начал в известном местном зале City Kickboxing, в котором также тренировались будущие чемпионы UFC Александр Волкановски и Исраэль Адесанья. Тогда же Ульберг выбрал бойцовский псевдоним «Black Jag», что означает «Чёрный ягуар». В период с 2016 по 2019 года он профессионально выступал в основном по кикбоксингу. Однако, в смешанных единоборствах также провёл два победных поединка на региональных турнирах в Китае и Австралии, доведя свой профессиональный рекорд до 3-0.

## Карьера в смешанных единоборствах
В 2020 году Ульберг решил полностью сосредоточиться на смешанных единоборствах и закончил участвовать в соревнованиях по кикбоксингу.

### Претендентская серия Дэйны Уайта(DWCS)
Ульберг имел скромный рекорд в MMA, но имеющиеся регалии в кикбоксинге, тренировки в известном зале и дружба с Адесаньей помогли Ульбергу сразу попасть на Претендентскую серию Дэйны Уайта.
4 ноября 2020 года Ульберг участвовал в 4-сезоне DWCS и заработал себе контракт с UFC, уверенно победив бразильца Бруну Оливейру нокаутом в первом раунде.

### Ultimate Fighting Championship(UFC)
Ульберг дебютировал в UFC 6 марта 2021 года на турнире UFC 259, где он встретился с Кеннеди Нзечукву. Ульберг доставил много неприятностей Нзечукву шквалом ударов, но быстро выдохся и в конечном итоге проиграл бой нокаутом во втором раунде. Этот бой принес ему бонус «Лучший бой вечера».
12 февраля 2022 года Ульберг встретился с Фабио Черантом на турнире UFC 271. Он выиграл бой единогласным решением судей.
25 июня 2022 года Ульберг встретился с Тафоном Нчукви на тупрнире UFC on ESPN 38. Он победил техническим нокаутом в первом раунде.
12 ноября 2022 года Ульберг встретился с Николае Негумеряну на турнире UFC 281. Он выиграл бой нокаутом в первом раунде.
13 мая 2023 года Ульберг встретился с украинцем Игорем Потерей на турнире UFC on ABC 4. Он выиграл бой техническим нокаутом в первом раунде. Эта победа принесла ему первый бонус за «Лучшее выступление вечера».
10 сентября 2023 года Ульберг встретился с корейцем Чон Да-уном на турнире UFC 293. Он выиграл бой удушающим приемом сзади в третьем раунде.
20 января 2024 года Ульберг должен был встретиться с Домиником Рейесом на турнире UFC 297. Однако в конце декабря 2023 Ульберг получил травму и бой не состоялся. Их поединок был переназначен на турнир UFC on ESPN 54, который должен был состоятся 30 марта 2024 года. Однако 23 января было объявлено, что Рейес снялся с боя и его заменил Алонсо Менифилд. 20 февраля 2024 года сообщалось, что бой против Менифилда будет в итоге перенесён на UFC on ESPN 56 и состоится 11 мая 2024 года. Ульберг нокаутировал Менифилда за 12 секунд в начале первого раунда. Этот бой принес ему второй бонус за «Лучшее выступление вечера».
Ульберг должен был заменить Халила Раунтри и встретиться с бывшим чемпионом UFC в полутяжелом весе Джамаалом Хиллом 29 июня 2024 года на турнире UFC 303. Однако Хилл снялся из-за травмы и был заменен Энтони Смитом. Впоследствии, за неделю до события, Ульберг снялся с боя из-за травмы и был заменен Романом Долидзе.
23 ноября 2024 года Ульберг встретился с Волканом Оздемиром на турнире UFC Fight Night 248 в Макао. Он выиграл бой единогласным решением судей.
22 марта 2025 года Ульберг встретился с бывшим чемпионом UFC в полутяжелом весе поляком Яном Блаховичем на турнире UFC Fight Night 255 в Лондоне. Он выиграл бой единогласным решением

## Титулы и достижения

### Смешанные единоборства
Ultimate Fighter Championship (UFC)
- Обладатель премии «Лучший бой вечера» (один раз), в бою против Кеннеди Нзечукву
- Обладатель премии «Выступление вечера» (два раза), в боях против Игоря Потери и Алонсо Менифилда
- Третий кто оформил один из самых быстрых финишей в истории UFC в полутяжелом весе (0:12)
- Третий по продолжительности победной серии в истории полутяжёлого веса UFC (8 боёв)

### Кикбоксинг
King in the Ring
- 2017: Чемпион турнира в 100 кг
- 2019: Чемпион турнира в 92 кг

## Статистика в MMA
| Боёв 14  | Побед 13 | Поражений 1 |
| -------- | -------- | ----------- |
| Нокаутом | 7        | 1           |
| Сдачей   | 2        | 0           |
| Решением | 4        | 0           |

| Результат | Рекорд | Соперник            | Способ                 | Турнир                              | Дата             | Раунд | Время | Место                           | Примечание                           |
| --------- | ------ | ------------------- | ---------------------- | ----------------------------------- | ---------------- | ----- | ----- | ------------------------------- | ------------------------------------ |
| Победа    | 13-1   | Ян Блахович         | Единогласное решение   | UFC Fight Night: Эдвардс vs. Брэди  | 22 марта 2025    | 3     | 5:00  | Лондон, Англия                  |                                      |
| Победа    | 12-1   | Волкан Оздемир      | Единогласное решение   | UFC Fight Night: Ян vs. Фигейреду   | 23 ноября 2024   | 3     | 5:00  | Макао, Китай                    |                                      |
| Победа    | 11-1   | Алонсо Менифилд     | KO (удары)             | UFC on ESPN: Льюис vs. Насименту    | 11 мая 2024      | 1     | 0:12  | Сент-Луис, Миссури, США         | «Выступление вечера» (2)             |
| Победа    | 10-1   | Чон Да-ун           | Сдача (удушение сзади) | UFC 293                             | 10 сентября 2023 | 3     | 4:49  | Сидней, Австралия               |                                      |
| Победа    | 9-1    | Игорь Потеря        | TKO (удары)            | UFC on ABC: Розенстрайк vs. Алмейда | 13 мая 2023      | 1     | 2:09  | Шарлотт, Северная Каролина, США | «Выступление вечера» (1)             |
| Победа    | 8-1    | Николаэ Негумеряну  | KO (удары)             | UFC 281                             | 12 ноября 2022   | 1     | 3:44  | Нью-Йорк, Нью-Йорк, США         |                                      |
| Победа    | 7-1    | Тафон Нчукви        | TKO (удары)            | UFC on ESPN: Царукян vs. Гамрот     | 25 июня 2022     | 1     | 1:15  | Лас-Вегас, Невада, США          |                                      |
| Победа    | 6-1    | Фабио Черант        | Единогласное решение   | UFC 271                             | 12 февраля 2022  | 3     | 5:00  | Хьюстон, Техас, США             |                                      |
| Поражение | 5-1    | Кеннеди Нзечукву    | KO (удары)             | UFC 259                             | 6 марта 2021     | 2     | 3:19  | Лас-Вегас, Невада, США          | Дебют в UFC; «Лучший бой вечера» (1) |
| Победа    | 5-0    | Бруну Оливейра      | KO (удары)             | Претендентская серия Даны Уйта 34   | 4 ноября 2020    | 1     | 2:02  | Лас-Вегас, Невада, США          | Вернулся в полутяжелый вес           |
| Победа    | 4-0    | Джон Мартин Фрейсер | Единогласное решение   | Eternal MMA 40                      | 8 декабря 2018   | 3     | 5:00  | Перт, Австралия                 | Дебют в тяжёлом весе                 |
| Победа    | 3-0    | Умед Рахматуллоев   | TKO (удары)            | World Kings Glory MMA 3             | 25 августа 2016  | 1     | 3:03  | Хэйлунцзян, Китай               |                                      |
| Победа    | 2-0    | Джоми Миадо         | Сдача (удушение сзади) | New Zealand Regional                | 5 января 2013    | 2     | N/A   | Окленд, Новая Зеландия          |                                      |
| Победа    | 1-0    | Каота Пуна          | TKO (удары)            | King of the Door: Submission 2      | 26 августа 2011  | 2     | N/A   | Окленд, Новая Зеландия          | Дебют в полутяжелом весе             |